# Where the Streets Have No Name
"Where the Streets Have No Name" is een single uit augustus 1987 van de Ierse band U2. Op de single verschenen ook de nummers "Silver&Gold" en "Sweetest Thing". Laatstgenoemde werd na een heropname in 1998 uitgebracht als single. Verder verscheen "Where the Streets Have No Name" op de albums The Joshua Tree, The Best of 1980-1990 en U218 Singles. "Where the Streets Have No Name" werd ook gebruikt in de film Fearless (1993) en gesampled door Harmonix op Landslide.

## Achtergrond
In eerste instantie zou "Red Hill Mining Town" de tweede single van het album worden, maar uiteindelijk besloot U2 toch om "I Still Haven't Found What I'm Looking For" uit te brengen. "Where the Streets Have No Name" werd uitgebracht als de derde single.
De plaat werd een bescheiden hit in Europa, Australië, de VS en Canada. In U2's thuisland Ierland en Nieuw-Zeeland werd de nummer 1-positie behaald, Australië de 37e, de VS de 13e, Canada de 11e, Italië de 15e, Duitsland de 44e en in het Verenigd Koninkrijk de 4e positie in de UK Singles Chart.
In Nederland was de plaat op zondag 23 augustus 1987 de 188e KRO Speciale Aanbieding op Radio 3, enkele dagen voordat de single officieel werd uitgebracht. De plaat werd een radiohit in de destijds twee landelijke hitlijsten op de nationale publieke popzender en bereikte de 7e positie in de Nationale Hitparade Top 100 en de 10e positie in de Nederlandse Top 40. In België bereikte de plaat de 19e positie in de voorloper van de Vlaamse Ultratop 50 en de 26e positie in de Vlaamse Radio 2 Top 30. In Wallonië werd geen notering behaald.
De single werd gebruikt in de trailer van de dramafilm  Extremely Loud & Incredibly Close (2011).

## Covers
De volgende artiesten hebben het nummer gecoverd:
- Fredrich Wallin
- Signal Hill
- Fallout
- Pet Shop Boys
- Silverbeam
- M-P-G (Morse, Portnoy & George)
- Vanessa Carlton
- Muse (Feat THE EDGE)
- 2Cellos
- Chris Tomlin
- Neal Morse
- U2 Tribute

### NPO Radio 2 Top 2000
| Nummer met noteringen in de NPO Radio 2 Top 2000 | '00 | '01 | '02 | '03 | '04 | '05 | '06 | '07 | '08 | '09 | '10 | '11 | '12 | '13 | '14 | '15 | '16 | '17 | '18 | '19 | '20 | '21 | '22 | '23 | '24 |
| ------------------------------------------------ | --- | --- | --- | --- | --- | --- | --- | --- | --- | --- | --- | --- | --- | --- | --- | --- | --- | --- | --- | --- | --- | --- | --- | --- | --- |
| Where the Streets Have No Name                   | 64  | 143 | 92  | 114 | 118 | 103 | 98  | 109 | 103 | 122 | 117 | 146 | 148 | 107 | 120 | 119 | 112 | 71  | 112 | 98  | 99  | 114 | 123 | 128 | 97  |

1. ↑  Een vetgedrukt getal geeft de hoogste notering aan.
2. ↑  2000 was het eerste jaar met een notering voor dit nummer.

Bono · The Edge · Adam Clayton · Larry Mullen jr.